# Dypsis crinita
Dypsis crinita – gatunek palmy z rzędu arekowców (Arecales). Występuje endemicznie na Madagaskarze, w prowincjach Antsiranana oraz Toamasina. Można go spotkać między innymi w parkach narodowych Parku Narodowym Mananara Nord i Parku Narodowym Masoala.
Rośnie w bioklimacie wilgotnym i średniowilgotnym. Występuje na wysokości do 1000 m n.p.m.